# Alliance
Alliance — шведська кіберспортивна організація, створена у 2013 році.

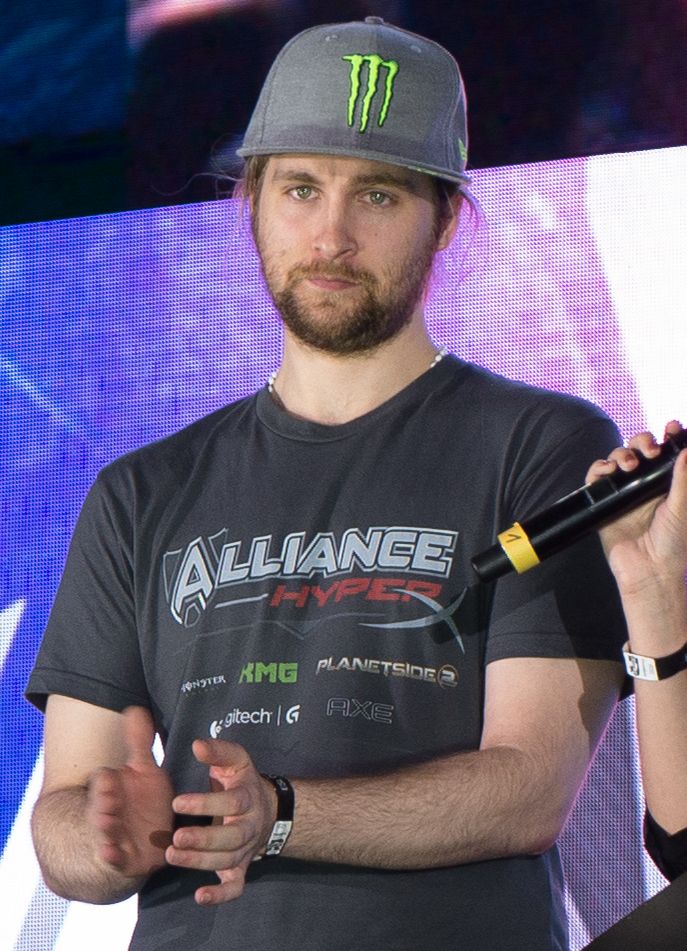
Джонатан Берг («Loda»)

Компанія Alliance була створена у 2013 році. Перш за все організація підписала повний склад команди з Dota 2 No Tidehunter, яка виступала з 2012 року під керівництвом Джонатана Берга («Loda»), а також гравця в Starcraft II Йохана Луккезі («Naniwa»). Спонсором організації стала компанія Razer. Alliance майже одразу стали пов'язувати з відомою північноамериканською організацією Evil Geniuses внаслідок спільного менеджменту і навіть припускали зміну назви, але цього не сталося. Володарем обох брендів був Алекс Гарфілд та агенція Good Game.
Вже за декілька місяців після створення команда Alliance з Dota 2 стала одним з провідних колективів у світі. На чемпіонаті світу The International 2013 Alliance зуміли випередити своїх конкурентів з Natus Vincere, Evil Geniuses та Fnatic, вигравши цей турнір. Головний приз змагання — 1,4 млн доларів США — на той час був рекордним для кіберспорту. Наступного року Alliance також потрапили на The International, але виступили невдало, посівши лише 11-12 місце. До того ж під впливом Riot Games Good Game довелось змінити брендинг команд Evil Geniuses та Alliance з League of Legends: їхніми новими назвами стали відповідно Winterfox та Elements.
У 2014 році в Alliance та Evil Geniuses змінився власник: Good Game стала частиною телевізійної платформи Twitch.tv. В середині 2016 року Алекс Гарфілд пішов з Good Game, а в кінці року було оголошено, що Twitch передає володіння командою її гравцям, співзасновникам Джонатану Бергу («Loda») та Хоакіму Актерхолу («Akke»).
2020 року команда Alliance з Dota 2 виграла гранд-фінал EPIC League Division 2 Dota 2 проти Live to Win, заробивши $20 000. 18 листопада 2021 року шведська кіберспортивна організація Alliance анонсувала новий склад із Dota 2 для участі в Dota Pro Circuit 2021/2022.
Alliance володіє підрозділами з Dota 2, PUBG, Apex Legends, Valorant та інших дисциплін. За клуб також виступає провідний гравець у Super Smash Bros. Адам Ліндгрен («Armada»).